# Victoria Welby
Pour les articles homonymes, voir Welby.
Lady Victoria Welby-Gregory (27 avril 1837 - 29 mars 1912) , connue sous le nom de Lady Victoria Welby, est une philosophe du langage, musicienne et aquarelliste britannique.

## Biographie
Victoria Alexandrina Maria Louisa Stuart-Wortley est la fille de Charles Stuart-Wortley-Mackenzie et de Lady Emmeline Stuart-Wortley. Elle reçoit une éducation limitée, à domicile. Après la mort de son père, en 1844, elle voyage avec sa mère et relate ses expériences dans son journal, publié en 1852.
En 1855, sa mère meurt au cours d'un de leurs voyages en Syrie, et elle retourne vivre en Angleterre. Elle est accueillie successivement par plusieurs amis ou membres de sa famille, son grand-père, puis, Victoire de Saxe-Cobourg-Saalfeld, mère de la reine Victoria, puis elle devient demoiselle d'honneur de la reine Victoria, fonction qu'elle occupe durant deux ans, jusqu'à son mariage, en 1863, avec Sir William Earle Welby-Gregory, 4e baron (1829-1898), un homme politique britannique. Ils ont trois enfants. Durant les premières années de son mariage, elle fonde la Royal School of Art Needlework.
Après son mariage, peu attirée par la vie de cour, elle se retire à Denton Manor, Grantham et commence des études en autodidacte, avec le soutien de son époux. Elle correspond avec beaucoup de penseurs britanniques contemporains, et en invite certains à son domicile.
Ses premiers intérêts vont vers les questions théologiques, et elle publie, en 1881, Links and Clues, un livre peu remarqué. Cette absence de succès pousse Welby à s'intéresser au langage, à la rhétorique, à la persuasion et à la philosophie. À la fin du siècle, elle publie des articles dans les plus grands journaux académiques anglais de l'époque, comme Mind et The Monist. Elle publie son premier livre de philosophie, What Is Meaning? Studies in the Development of Significance en 1903, et enchaîne avec Significs and Language: The Articulate Form of Our Expressive and Interpretive Resources, en 1911. La même année, elle écrit un long article sur les « Significs », le nom qu'elle donne à sa théorie, pour l'Encyclopædia Britannica. Elle écrit le livre Time As Derivative (1907).
En dehors de son activité de philosophe, elle participe à la fondation de la Sociological Society of Great Britain. Elle est également auteure d'écrits aux genres littéraires divers, tels que des poèmes, des pamphlets, des essais, des nouvelles, et des pièces de théâtre.

## Publications
- 1852 A Young Traveller's Journal of a Tour in North and South America During the Year 1850 T. Bosworth.
- 1883. Links and Clues. Macmillan & Co.
- 1893, "Meaning and metaphor", Monist 3: 510–525. Reprinted in Welby (1985).
- 1896, "Sense, meaning, and interpretation I" Mind 5: 24–37. Reprinted in Welby (1985). Extract in M. Warnock, ed., 1996. Women Philosophers. J.M. Dent.  (ISBN 0-460-87721-6).
- 1896, "Sense, meaning, and interpretation II" Mind 5: 186–202. Reprinted in Welby (1985).
- 1897. Grains of Sense. James L. Dent.
- 1901, "Notes on the 'Welby Prize Essay",Mind 10: 188–209.
- 1911. Significs and Language: The Articulate Form of Our Expressive and Interpretive Resources. Macmillan & Co.
- 1931. Other Dimensions: A Selection from the Later Correspondence of Victoria, Lady Welby. Mrs Henry Cust, ed. Jonathan Cape.
- 1983 (1903). What Is Meaning? Studies in the Development of Significance. John Benjamins.
- 1985 (1911). Significs and Language: The Articulate Form of Our Expressive and Interpretive Resources. Schmitz, H. Walter, ed., John Benjamins.
- 2001 (1977). Semiotic and Significs: Correspondence between Charles S. Peirce and Victoria Lady Welby. Edited by Charles S. Hardwick, with the assistance of James Cook. Texas Tech University Press.